# Neogomphus elegans
Neogomphus elegans är en trollsländeart som först beskrevs av Selys 1854.  Neogomphus elegans ingår i släktet Neogomphus och familjen flodtrollsländor. Inga underarter finns listade i Catalogue of Life.